# Deepstariinae
Deepstariinae is een onderfamilie van neteldieren uit de klasse van de Scyphozoa (schijfkwallen).

## Geslacht
- Deepstaria Russell, 1967